# Germarostes nigerrimus
Germarostes nigerrimus là một loài bọ cánh cứng trong họ Hybosoridae. Loài này được Blanchard miêu tả khoa học năm 1841.